# GISAID
GISAID, ursprungligen Global Initiative on Sharing All Influenza Data är en världsomspännande databas som sjösattes 2008 för att ge öppen tillgång till data om genomsekvenser av influensavirus på ett sätt som skulle göra vetenskapsmännen benägna att så tidigt som möjligt publicera sina data. Till skillnad från äldre databaser knyts forskarens namn tydligt till den data de matar in i GISAID.. Senare har databasen också använts för att publicera sekvenser till sars-cov-2, viruset som orsakat covid-19-pandemin. Den första helgenomsekvensen av covidviruset fanns tillgängligt på GISAID 10 januari 2020. Att sekvensen fanns tillgänglig var förutsättningen för att kunna ta fram covidtest, och senare vaccin mot viruset.
Genom att sekvenserna snabbt blir publicerade på GISAID aär den ett viktigt verktyg för att sprida virusdata vid utbrott av virussjukdomar och pandemier, såsom H1N1-pandemin 2009 ("svininfluensan"), H7N9-pandemin 2013 ("fågelinfluensan") och covid-19-pandemin som började 2019 i Kina.
Utöver sekvenser innehåller GISAID även epidemiologiska data och uppgifter om sjukdom hos personen provet togs från, och ger därmed en rikare bild än äldre genetiska databaser såsom Genbank.